# Révolte de 1173-1174
Batailles
- Fornham (1173)
- Alnwick (1174)

La révolte de 1173-1174 est la rébellion contre Henri II d'Angleterre de trois de ses fils, de son épouse Aliénor d'Aquitaine et de barons qui les soutenaient. Elle dura dix-huit mois et fut un échec. Les membres rebelles de sa famille durent se résigner face à sa puissance et se réconcilièrent avec lui.

## Contexte
Henri II, souvent désigné comme le « plus grand roi médiéval de l'Angleterre », régnait sur un des plus importants ensembles de territoires d'Europe : l'empire Plantagenêt composé de l'Angleterre, de la Normandie, de l'Anjou et du Maine. Son épouse Aliénor lui avait apporté son vaste domaine d'Aquitaine : Poitou, Aquitaine, Angoumois, Saintonge, Limousin.
En 1173, il avait quatre fils légitimes, par âge décroissant : Henri, appelé Henri le Jeune car il avait été couronné en 1170, Richard (plus tard appelé « Cœur de Lion »), Geoffroy, et Jean « Sans Terre », tous s'attendant à hériter tout ou partie des possessions de leur père.
Henri le Jeune venait d'avoir 18 ans en 1173. Il avait une importante suite, mais était bridé par son manque de ressources financières. De nombreux chevaliers lui étaient fidèles, mais il n'avait aucun moyen de les récompenser. Il était donc impatient de prendre le contrôle de territoires paternels et de les gouverner par lui-même.
Le déclencheur de cette rébellion fut l'intention annoncée par le roi de donner les châteaux stratégiques de Chinon, Loudun et Mirebeau, qu'Henri le Jeune pensait lui appartenir en propre,   à son plus jeune fils Jean, comme partie de l'arrangement pour son mariage projeté avec Alice, la fille d'Humbert III de Savoie, le comte de Savoie et de Maurienne. À la révélation de cette disposition, Henri le Jeune, qui cherchait depuis longtemps une occasion de se disputer avec son père, fut encouragé à se rebeller par de nombreux aristocrates qui voyaient des opportunités de profits dans un passage de pouvoir. Sa mère Aliénor, sentant son autorité menacée sans ses États et craignant d'être écartée du trône au profit d'une rivale (la liaison d'Henri avec Rosemonde Clifford deviendra d'ailleurs publique), se joignit à cette cause. Elle fut suivie par beaucoup d'autres, qui ne soutenaient plus Henri II depuis l'assassinat de l'archevêque Thomas Becket en 1170. Cet acte avait eu pour conséquence une réprobation de toute la chrétienté envers le roi d'Angleterre.

## Formation de l'alliance
Henri le Jeune s'enfuit à la cour de son beau-père, Louis VII le Jeune, en France le 8 mars mars 1173, et fut bientôt rejoint par ses frères Richard et Geoffroy. Leur mère essaya de les rejoindre, mais fut arrêtée en chemin et retenue captive à Chinon. 
Au Grand Conseil  de Limoges, assemblée qui s'était tenue le 25 février 1173, et à laquelle Henri II avait convoqué son épouse et ses fils, le comte de Toulouse et ses barons, c'est à Henri puis à Henri le Jeune que Raymond V de Toulouse avait fait hommage de son comté, dont Aliénor revendiquait la suzeraineté, et seulement en troisième position à Richard, qui avait pourtant été solennellement investi du duché d'Aquitaine. Le roi ne semblait pas prêt à abdiquer une once de pouvoir. Henri le Jeune, à qui Henri refusait la moindre terre dont il puisse vivre,  manifesta alors son dépit et refusa que l'on ampute son héritage au profit de Jean. 
Henri le Jeune et son mentor, le roi de France, créèrent une large alliance contre Henri II en promettant des terres et des revenus en Angleterre et en Anjou aux comtes de Flandre, Boulogne, Blois et à Guillaume le Lion, roi d'Écosse. En fait, le jeune roi voulait s'emparer de son héritage en le dispersant.
Il jura qu'il donnerait à Philippe d'Alsace, comte de Flandre, pour son hommage, 1 000 livres de revenus annuels en Angleterre, le Kent et les châteaux de Douvres et Rochester. À Mathieu d'Alsace, comte de Boulogne, frère du précédent, pour son hommage, le « soke de Kirkeketon » à East Lindsey, le comté de Mortain et les honneurs de Hay. À Thibaut, comte de Blois, pour son hommage, 200 livres de revenus annuels en Anjou, le château d'Amboise avec toutes les juridictions qu'il réclamait en Touraine, et l'abandon des revendications des Plantagenêt sur Château-Renault. Guillaume le Lion, pour son assistance, recevrait le Northumberland avec le fleuve Tyne pour limite au sud. À David, le frère du Lion, il promit les comtés de Huntingdon et de Cambridge, et à Hugues Bigot, le château de Norwich.

## La révolte
La Normandie constitue un enjeu majeur lors de cette révolte. En effet, c'est aux frontières de ce duché que les hostilités commencent en avril 1173. De plus, Henri II commande personnellement l'armée en Normandie, rôle qu'il abandonne à ses fidèles barons en Angleterre. Pour réduire la rébellion, le roi utilise une nouvelle arme : il fait appel à des mercenaires brabançons dont la mobilité va mettre à mal les lourdes armées féodales.
En avril 1173, les comtes de Flandre et de Boulogne envahissent la Normandie par l'est, le roi de France et Henri le Jeune par le sud, tandis que les Bretons attaquent par l'ouest. Aumale et Gournay-en-Bray sont prises. Verneuil-sur-Avre est incendiée. Mais, finalement, chacun des assauts se solde par un échec : le comte de Boulogne est tué, Louis défait est expulsé hors de Normandie, et les Bretons mis en déroute devant Dol avec de lourdes pertes humaines et fiduciaires. Au printemps 1174, la Normandie est provisoirement hors de danger. Dans le même temps, Henri reprend le Mans. Outre-manche, les attaques de Guillaume le Lion dans le nord de l'Angleterre sont également un échec. Des négociations sont ouvertes avec les rebelles de Normandie entre le père et le fils, mais en vain.
Le chef des barons normands rebelles et donc partisan d'Henri le Jeune, le comte de Leicester Robert III de Beaumont dit Blanches mains prend la relève. Il lève une armée de mercenaires flamands, et traverse la Manche vers l'Angleterre pour rejoindre les autres barons rebelles, notamment Hugues Bigot, le comte de Norfolk. Le comte de Leicester rencontre les forces anglaises revenant du nord du royaume, menées par Richard de Lucy, et est complètement défait. Les barons restés fidèles à Henri II lui auraient dit : « c'est une mauvaise année pour vos ennemis ».
La rébellion n'est néanmoins pas terminée, et au printemps 1174, la révolte se poursuit. David d'Écosse, frère du « Lion », retourne au sud pour essayer de conquérir le nord de l'Angleterre, et prend la tête des barons rebelles. Guillaume de Ferrières, comte de Derby, un baron rebelle, met le feu à la ville royale de Nottingham tandis que Bigot fait de même à Norwich.
Le 8 juillet 1174, Henri II, qui était parti en Normandie combattre ses ennemis, débarque en Angleterre. Son premier geste est de faire pénitence pour la mort de Thomas Becket, qui, assassiné par certains de ses chevaliers trois ans plus tôt, venait d'être canonisé. Le jour suivant la cérémonie de Cantorbéry, le 13 juillet 1174, par une coïncidence qui dite provoquée par la divine providence, Guillaume le Lion et plusieurs de ses partisans sont surpris et capturés à Alnwick par des loyalistes. À la suite de cet événement, Henri II est capable de balayer l'opposition, marchant sur chaque bastion rebelle pour recevoir sa reddition.
Après s'être occupé de l'Angleterre, le roi retourne sur le continent car Louis VII le Jeune et le comte de Flandre Philippe d'Alsace mettent le siège devant Rouen. Après avoir enfermé ses prestigieux prisonniers à Falaise, Henri II s'engouffre dans la capitale normande le 11 août. Surpris par cette action audacieuse, le roi de France n'insiste pas et se replie dans son domaine. Le 30 septembre, à Montlouis, Henri le Jeune et ses frères se réconcilient avec leur père, signent la paix, et retournent à son service, le reconnaissant comme leur seigneur.

## Épilogue
De nombreuses villes et châteaux furent détruits, et il y eut nombre de morts. La responsabilité en revint aux conseillers d'Henri le Jeune, et aux barons rebelles qui manipulèrent le jeune prince irréfléchi et inexpérimenté, en vue d'obtenir la fortune. Guillaume le Maréchal, qui fut fidèle à Henri le Jeune durant la révolte, aurait dit : « Maudit soit le jour où les traîtres complotèrent pour embrouiller le père et le fils. »
Guillaume le Lion, capturé et emprisonné à Falaise, n'a pas d'autre choix que de signer le traité de Falaise en décembre 1174. Par ce traité, Guillaume reconnaît la suzeraineté du royaume d'Angleterre sur le royaume d'Écosse.
Aliénor fut tenue captive pendant plus de quinze années, d'abord à Chinon, puis à Salisbury, et dans divers autres châteaux d'Angleterre.
En 1176, l'assise de Northampton comporte des dispositions inspirées par la volonté d'empêcher le retour d'une telle révolte.